# مارکو زن
مارکو زن (ایتالیایی: Marco Zen؛ زادهٔ ۲ ژانویهٔ ۱۹۶۳) دوچرخه‌سوار اهل ایتالیا است. وی در مسابقات تور دو فرانس شرکت کرده است.